# Ivy Mike
Ivy Mike var kodenavn for den første amerikanske prøvesprængning af en brintbombe under Operation Ivy. Prøvesprængningen fandt sted den 1. november 1952 på øen Elugelab, i den nordlige Enewetak-atol der på daværende tidspunkt var en del af USAs stillehavsprotektorat. Eksplosionen havde en sprængkraft på 10,4 MT, og var på daværende tidspunkt det kraftigste kernevåben, i dag det fjerdekraftigste, som USA nogensinde havde prøvet.
Bomben efterlod et 1.901 meter bredt og et 50 meter dybt krater.